# Museu Soumaya
El Museu Soumaya és una institució cultural sense ànim de lucre repartida en dues seus ubicades a Ciutat de Mèxic: més concretament a la Plaza Loreto i a la  Plaza Carso. Està dedicat a la conservació, exposició, recerca i difusió de la col·lecció d'art de la Fundació Carlos Slim, A.C. i s'enfoca tant a la difusió de la seva pròpia col·lecció d'art com a exposicions internacionals. El nom del museu honra la memòria de Soumaya Domit, esposa del fundador del museu, Carlos Slim, morta el 1999.